# Cimon della Pala
Cimon della Pala lub Cimone – szczyt w Dolomitach, w Alpach Wschodnich. Leży w północnych Włoszech, w regionie Trydent-Górna Adyga. Jest często określany jako Matterhorn Dolomitów. Można go zdobyć ze schronisk Rifugio Tommaso Pedrotti (2491 m) lub Bivacco  Fiamme Gialle (3005 m).
Pierwszego wejścia dokonali E.R. Whitwell, S. Siorpaes i C. Lauener 3 czerwca 1870 r.